# Eulocastra sudanensis
Eulocastra sudanensis är en fjärilsart som beskrevs av Hans Rebel 1917. Eulocastra sudanensis ingår i släktet Eulocastra och familjen nattflyn. Inga underarter finns listade i Catalogue of Life.